# Abarhild (Buchau)
Abarhild (* um 1000) war die 4. Äbtissin des freiweltlichen Damenstifts Buchau im heutigen Bad Buchau am Federsee.
Über das Leben der Abarhild ist wenig bekannt. Über Buchau weiß man, dass es um 1014 oder 1022 mit dem Münz- und Marktrecht ausgestattet wurde. Der führende Gelehrte seiner Zeit Hermann der Lahme berichtet in seiner Weltchronik Chronicon über eine Abarhild, die 1021 auf Irmentraud in der Nachfolge als Äbtissin des Klosters Buchau folgte. Ob der Zusatz Hermanns
„Ex quo tempore, locus ille magis magisque in deterius defluere coepit.“
Kritik an Abarhilds Führung des Klosters war, ist unklar. Nach seinen Ausführungen über das Stift Buchau beschäftigt sich der Chronist Hermann mit dem damaligen Kaiser Heinrich II. und schreibt: „Henricus imperator in Italiam expeditionem movit.“ Im Findbuch des Stifts aus dem Jahre 1605 ist Abarhilds Name auch verzeichnet.